# Hans-Jürgen Stumpff
Hans-Jürgen Stumpff, född 15 juni 1889 i Kolberg, död 9 mars 1968 i Frankfurt am Main, var en tysk flygmilitär; generalöverste.

## Biografi
Stumpff deltog i första världskriget inom armén och blev den 18 augusti 1916 kapten som vapenofficer vid 187:e infanteribrigadens stab och därefter vid arméns generalstab. 
Han befordrades till major den 1 juli 1927 och placerades vid försvarsministeriet. Stumpff var avdelningschef som överstelöjtnant 1932–1933 med mot slutet särskilt ansvar för personalfrågor vid Luftwaffe och flyttades till flygministeriet i oktober 1933 som chef för Luftwaffes personalavdelning, en befattning, som han innehade till den 31 maj 1937. Han befordrades till överste 1934 och till generalmajor 1936.
Den 1 juni 1937 tillträdde han som generalstabschef vid Luftwaffe och blev i augusti generallöjtnant och 1938 general. Den 1 februari 1939 utnämndes han till flygminister och när andra världskriget pågått i ett halvår placerades Stumpff som chef för Luftflotte 1. Efter tre månader fick han befälet över Luftflotte 5 och befordrades till generalöverste den 19 juli 1940.
Vid krigets slut var Stumpff chef för Luftflotte Reich och formellt från 8 maj–23 maj 1945 chef för Luftwaffe. Tillsammans med generalfältmarskalk Wilhelm Keitel och generalamiral Hans-Georg von Friedeburg ratificerade Stumpff den 8 maj 1945 Tysklands villkorslösa kapitulation i Berlin.
Stumpff släpptes ur brittisk fångenskap 1947.

## Utmärkelser
- 1914 – Järnkorset av andra klassen
- 1914 – Järnkorset av första klassen
- 1941 – Riddarkorset